# Bāṇabhaṭṭa
Bāṇabhaṭṭa (बाणभट्ट), conosciuto come Bana (Pritikuta, VII secolo – ...), è stato un poeta e scrittore indiano.

## Biografia
È uno dei pochi scrittori della letteratura indiana antica, in lingua sanscrita, di cui si abbiano informazioni estese e affidabili.
Infatti lo stesso scrittore nei due primi capitoli dello Harsacarita ("Vita e imprese di Harsa") compose la sua autobiografia. In questo romanzo, l'autore celebrò la vita e le imprese del suo protettore, il re Harshavardhana, che regnò nel periodo che va dal 606 al 647 d.C. nel territorio dell'India Settentrionale e che ospitò a lungo il poeta, assieme al fratello o cognato poeta Mayūra.
Banabhatta proveniva da una famiglia brahmanica ed era figlio di Citrabhanu e Rajadevi, ma a causa della prematura morte della madre fu educato esclusivamente dal padre.
Durante la sua vita compì numerosi viaggi che gli consentirono di approfondire le sue conoscenze dei vari gruppi umani e delle correnti religiose, grazie a numerosi contatti avuti con monaci e asceti di varie sette.
Tutte queste sue conoscenze furono trasmesse attraverso i suoi scritti, che descrissero in modo accurato le credenze, i riti, le cerimonie, gli usi dei vari gruppi sociali e religiosi.

## Le opere
Lo Harsacarita è un romanzo storico scritto prevalentemente in prosa e saltuariamente in versi, nel quale sia la componente fantasiosa sia quella storica si amalgamano senza intaccarsi a vicenda. Le descrizioni della vita di corte, degli eventi, degli usi, conservano tutta la loro credibilità storica anche se immerse in un'atmosfera irreale. Diversamente dalla tradizione letteraria del suo tempo, Banabhatta seguì uno stile ricercato, rispettoso di regole intricate, e utilizzò frasi lunghe, vari giochi di parole, termini rari, immagini ardite, metafore complicate.
Non totalmente in linea al precedente da un punto di vista contenutistico, è stato il successivo romanzo in prosa Kādambari, che narra l'amore fra la protagonista che dà il titolo al libro e Cantrapida caratterizzato da una atmosfera erotica. Questo lavoro rimase incompiuto e venne completato dal figlio. 
Oltre ad occuparsi di tematiche solenni ed erotico-sentimentali, lo scrittore si impegnò a realizzare versi religiosi, come dimostrano le strofe del Candiçataka (Cento strofe dedicate a Candi), nelle quali la protagonista è artefice della sconfitta del demone Mahisa.

### Opere principali
- Harṣacarita
- Kādambarī
- Candiçataka
- Pārvatīpariṇaya
- Ratnāvalī